# Bandar Agung (Ulu Manna)
Bandar Agung is een bestuurslaag in het regentschap Bengkulu Selatan van de provincie Bengkulu, Indonesië. Bandar Agung telt 1140 inwoners (volkstelling 2010).